# Régendat
Régendat était, avant le processus de Bologne, le nom donné couramment au diplôme acquis en 3 ans d'études non universitaires après les secondaires en Belgique qui permettait d'enseigner. Le nom officiel de ce diplôme était agrégation de l'enseignement secondaire inférieur (AESI).
Bien que le but initial d'un régent ou d'une régente soit de donner cours en secondaire inférieur (les 3 premières années), il n'est plus rare de voir des régents enseigner en secondaire supérieur (postes réservés initialement à des universitaires) à cause de la pénurie d'enseignants. Certains régents décident aussi de quitter l'enseignement.
Le diplôme est remplacé lors du processus de Bologne par le bachelier AESI (agrégé(e) de l'enseignement secondaire inférieur).